# Climaterio
En biología, el climaterio (del griegoː klimater, escalón) es un periodo vital durante el cual cesa la función reproductora de un ser vivo. En el caso del ser humano, está más definido y acotado en mujeres que en varones. El climaterio femenino se inicia antes de la menopausia (también llamado perimenopausia) y se prolonga normalmente entre 4-5 años, como consecuencia del agotamiento ovárico, asociado a una disminución en la producción de estrógenos y que pierde con los años la capacidad para producir hormonas, folículos y ovocitos. Durante esta etapa finaliza la cadena de procesos que, desde el mes siguiente a la pubertad, han preparado a la mujer para el embarazo. Hacia el comienzo del climaterio ya se han utilizado todos los folículos ováricos y no se producen las hormonas que regulan el ciclo menstrual.
Se suele confundir con la menopausia, que es la última menstruación, y con la andropausia.

## Cuadro clínico
El climaterio femenino es una etapa, por lo general en la vida adulta, caracterizada por la aparición de signos y síntomas asociados a una disminución en la producción de estrógenos. Es un período de involución acompañado de una serie de manifestaciones físicas y emocionales relacionadas con cambios biológicos y sociales. Todas las manifestaciones no son comunes en todas las féminas que están atravesando esta etapa sino que depende de cada mujer. Además, no todas las mujeres son iguales psicológicamente con lo cual nunca se sabe cómo pueden reaccionar a la menopausia o perimeropausia.

### Vasomotores
Los signos y síntomas del climaterio comienzan durante una ventana de tiempo variable llamada «premenopausia», consecuencia del inicio de fluctuaciones en las concentraciones estrogénicas. Las más notables se relacionan con el ciclo menstrual:
- Periodos menstruales irregulares

- Trastornos en la termorregulación y vasodilatación:
  - Bochornos o encendimiento molesto del rostro
  - Calores
  - Sudoración nocturna
  - Cambios en el estado de ánimo
- Síntomas menos frecuentes:
  - Desmayo
  - Fatiga
  - Vértigo

### Metabólicos
Algunos de los cambios que comienzan en el climaterio afectan el metabolismo y cuidados fisiológicos que se manifiestan, entre otros, por:
- Sequedad vaginal;
- Problemas urinarios;
  - Incontinencia y urgencia urinaria;
  - Poliuria e
  - Infecciones urinarias, como la cistitis.
- Mastitis;
- Osteoporosis;
- Enfermedades cardiovasculares no relacionados con la edad;
  - Aterosclerosis
  - Hipertensión arterial;
- Diabetes;
- Cáncer de mama y de endometrio;
- Insomnio.
- Osteopatosis.

### Psicológicos
Algunas mujeres experimentan un cambio en irritabilidad y una declinación en la intensidad emocional sin que, por lo general, se vea afectado la satisfacción personal que afectan, en diversos grados las relaciones familiares e interpersonales de la mujer. Se pueden ver cambios en la vida sexual, como disminución de la libido, dispareunia y anorgasmia

## Patologías
La osteoporosis es un trastorno de deterioro de los huesos, por una pérdida excesiva del tejido óseo. Esta pérdida de masa ósea aumenta la susceptibilidad a las fracturas y microfracturas. Es un problema de Salud Pública mayor debido a que las fracturas y microfracturas, asociadas a ella -caderas, columna vertebral y muñecas- imponen severas restricciones a la calidad de vida (y en el caso de fracturas a las caderas, aumento del riesgo de mortalidad).
Algunos expertos aseguran que existe el climaterio masculino o andropausia, pero resulta mucho más difícil establecer su comienzo y sus síntomas. Por otro lado, algunos varones parecen no alcanzarlo jamás o cuando lo hacen se trata de personas muy ancianas. La fertilidad en un varón puede no perderse nunca, en cambio en la mujer si.

## Calidad de vida
La calidad de vida asociada a la transición menopáusica es una percepción subjetiva de la interesada durante su vida cotidiana. 
Calidad de vida es un estado de satisfacción general, derivado de la realización de las potencialidades de la persona. Posee aspectos subjetivos y aspectos objetivos. Es una sensación subjetiva de bienestar físico, psicológico y social. Incluye como aspectos subjetivos la intimidad, la expresión emocional, la seguridad percibida, la productividad personal y la salud objetiva. Como aspectos objetivos el bienestar material, las relaciones armónicas con el ambiente físico y social y con la comunidad, y la salud objetivamente percibida. (Ardila, Rubén
Calidad de vida: una definición integradora Revista Latinoamericana de Psicología, vol. 35, núm. 2, 2003, pp. 161-164)